# 31 Korpus Strzelecki (ZSRR)
31 Korpus Strzelecki (ros. 31-й стрелковый корпус)  – wyższy związek taktyczny Armii Czerwonej.

## Formowania i walki
31 Korpus Strzelecki (31 KS) sformowany został w maju 1939 roku w Dalekowschodnim Okręgu Wojskowym. Będąc korpusem piechoty został przerzucony do obrony zachodnich granic Związku Radzieckiego i włączony w skład Kijowskiego Specjalnego Okręgu Wojskowego. Od 22 czerwca 1941 roku prowadził walki obronne, związane z atakiem wojsk III Rzeszy i jej satelitów na Związek Radziecki. W czasie walk odwrotowych poniósł znaczne straty. Rozformowanie 31 KS nastąpiło 25 września 1941.
Ponowne formowanie 31 Korpusu Strzeleckiego przeprowadzono w 1943 roku. Skierowany został do walki z armią fińską. Szlak bojowy zakończył na granicy fińsko-norweskiej.

## Dowódcy korpusu
- gen. mjr Konstantin Skorobogatkin (19.08.1943 - 20.09.1944)
- gen. mjr Minzakir Absalamow (21.09.1944 - 09.05.1945)[2]

## Struktura organizacyjna
Skład 22 czerwca 1941:
- 193 Dywizja Piechoty
- 195 Dywizja Piechoty
- 200 Dywizja Piechoty